# Onstwedde (gemeente)

Kaart van de voormalige gemeente Onstwedde in de gemeente-atlas van Jacob Kuyper (1867)

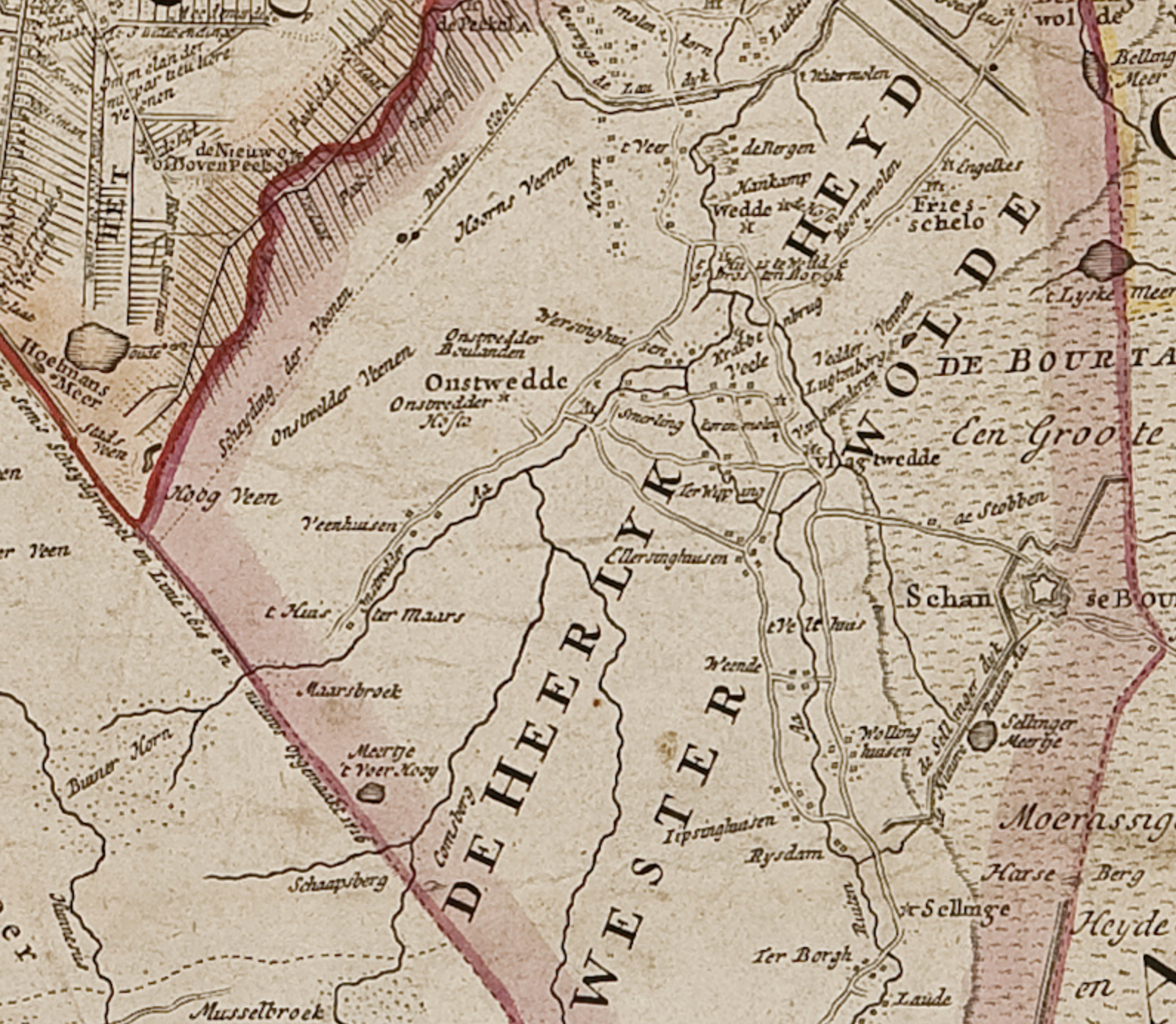
Omgeving Onstwedde voor 1817; het gebied van Stadskanaal wordt aangeduid met hoogveen, dat nog ontgonnen moet worden

De gemeente Onstwedde is een voormalige gemeente in de Nederlandse provincie Groningen.
De gemeente Onstwedde ontstond in de Franse tijd door afsplitsing van de toenmalige gemeente Bourtange. Als eerste maire (burgemeester) van de nieuwe gemeente werd in 1811 Abel Hindriks Boels benoemd. Hij was landbouwer en woonde in het dorp Onstwedde. Het veengebied ten zuidwesten van Onstwedde was toen nog onontgonnen. In de eerste helft van de 19e eeuw ontstond langs het nieuw gegraven Stadskanaal lintbebouwing. Het noordwestelijk deel van de bebouwing lag in de gemeente Wildervank, het zuidoostelijk deel in de gemeente Onstwedde. Het veenkoloniale deel van de gemeente werd in de loop van de 19e eeuw steeds belangrijker en overvleugelde geleidelijk het meer agrarische Onstwedde. In deze periode gingen er stemmen op om het veenkoloniale deel langs het Stadskanaal te verzelfstandigen tot een nieuwe gemeente. Meerdere pogingen liepen echter spaak. Wel verschoof het bestuurlijk centrum van de gemeente van Onstwedde naar Stadskanaal. In 1863 werd besloten om het gemeentehuis te verplaatsen naar Stadskanaal. Aanvankelijk werd intrek genomen in hotel Dopper in Stadskanaal. In 1882 werd een nieuw gemeentehuis aan de Hoofdstraat in Stadskanaal gerealiseerd. Ook de ambtswoning van de burgemeester kwam in Stadskanaal terecht. De gemeente bleef echter de naam Onstwedde houden. In de loop van de twintigste eeuw werd de economische betekenis van Stadskanaal verder versterkt door de komst van nieuwe bedrijvigheid, uitmondend in 1955 met de vestiging van Philips. In de loop van de zestiger jaren werd besloten om de gemeente Wildervank op te heffen. Op 1 januari 1969 werd een deel bij de gemeente Veendam gevoegd en het deel langs het Stadskanaal werd samengevoegd met de gemeente Onstwedde en kreeg de nieuwe naam Stadskanaal. Daarmee  was een definitief einde gekomen aan het bestaan van de gemeente Onstwedde.

## Geboren in Onstwedde
- Arie Taal (1946-2024), kunstenaar